# EGR2
EGR2 (англ. Early growth response 2) – білок, який кодується однойменним геном, розташованим у людей на короткому плечі 10-ї хромосоми. Довжина поліпептидного ланцюга білка становить 476 амінокислот, а молекулярна маса — 50 302.
| 10         |  | 20         |  | 30         |  | 40         |  | 50         |
| ---------- |  | ---------- |  | ---------- |  | ---------- |  | ---------- |
| MMTAKAVDKI |  | PVTLSGFVHQ |  | LSDNIYPVED |  | LAATSVTIFP |  | NAELGGPFDQ |
| MNGVAGDGMI |  | NIDMTGEKRS |  | LDLPYPSSFA |  | PVSAPRNQTF |  | TYMGKFSIDP |
| QYPGASCYPE |  | GIINIVSAGI |  | LQGVTSPAST |  | TASSSVTSAS |  | PNPLATGPLG |
| VCTMSQTQPD |  | LDHLYSPPPP |  | PPPYSGCAGD |  | LYQDPSAFLS |  | AATTSTSSSL |
| AYPPPPSYPS |  | PKPATDPGLF |  | PMIPDYPGFF |  | PSQCQRDLHG |  | TAGPDRKPFP |
| CPLDTLRVPP |  | PLTPLSTIRN |  | FTLGGPSAGV |  | TGPGASGGSE |  | GPRLPGSSSA |
| AAAAAAAAAY |  | NPHHLPLRPI |  | LRPRKYPNRP |  | SKTPVHERPY |  | PCPAEGCDRR |
| FSRSDELTRH |  | IRIHTGHKPF |  | QCRICMRNFS |  | RSDHLTTHIR |  | THTGEKPFAC |
| DYCGRKFARS |  | DERKRHTKIH |  | LRQKERKSSA |  | PSASVPAPST |  | ASCSGGVQPG |
| GTLCSSNSSS |  | LGGGPLAPCS |  | SRTRTP     |  |            |  |            |

A: Аланін

C: Цистеїн

D: Аспарагінова кислота

E: Глутамінова кислота

F: Фенілаланін

G: Гліцин

H: Гістидин

I: Ізолейцин

K: Лізин

L: Лейцин

M: Метіонін

N: Аспарагін

P: Пролін

Q: Глутамін

R: Аргінін

S: Серин

T: Треонін

V: Валін

Кодований геном білок за функціями належить до лігаз, активаторів. 
Задіяний у таких біологічних процесах, як транскрипція, регуляція транскрипції, убіквітинування білків, альтернативний сплайсинг. 
Білок має сайт для зв'язування з іонами металів, іоном цинку, ДНК. 
Локалізований у ядрі.